# 雅麗氏何妙齡那打素醫院

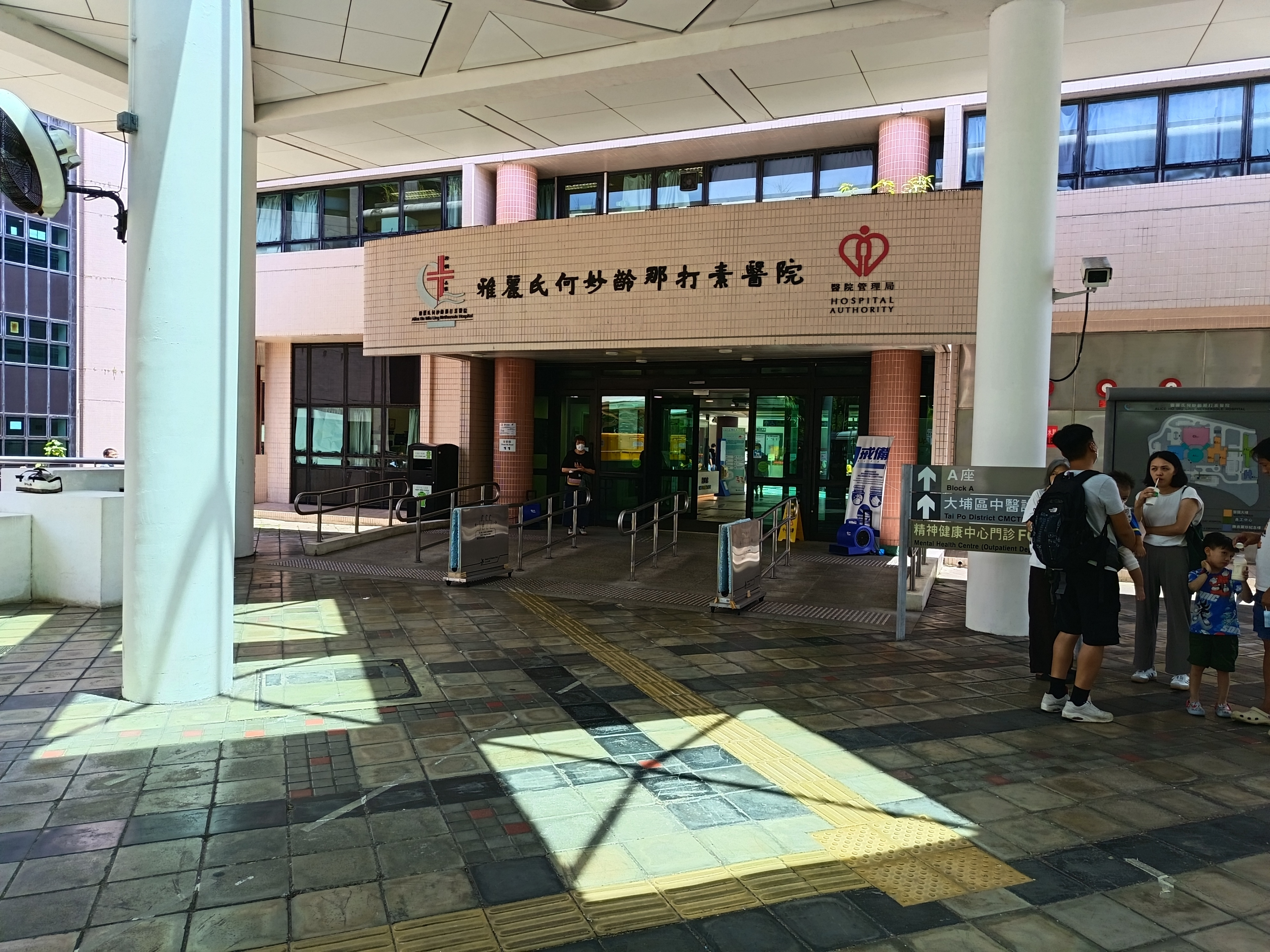
那打素醫院正門

雅麗氏何妙齡那打素醫院（通常簡稱為大埔那打素醫院），是基督教教會成立公營基督教醫院，於1887年由倫敦傳道會創立，為香港第一所採用西法醫療的華人醫院。雅麗氏何妙齡那打素醫院現今位於香港新界大埔區大埔，隸屬於香港醫院管理局新界東聯網，為一間小型全科醫院，提供各專科門診和全日急診服務。新院自1997年1月28日起投入服務，提供605張病床。

## 徽章
雅麗氏何妙齡那打素醫院徽章由十字架、愛心和活水三部份構成，並有格言「矜憫為懷」，寓意醫院本著十字架精神，基督的愛，為有需要的人士提供兼顧身、心、社、靈的整全關懷與醫治。

## 歷史
早於1881年，那打素診所於太平山設立，為當地一帶居民服務，那打素一名是來自倫敦傳道會委員戴維斯之母親的名字。
1887年，何啟爵士為紀念在1884年去世的亡妻雅麗氏而捐資於上環荷李活道75B-77B號興建雅麗氏利濟醫院（Alice Memorial Hospital），成為香港首間為貧苦華人提供西醫治療的醫院。同年香港華人西醫書院成立，首創醫科學生訓練，以雅麗氏紀念醫院為教學醫院。然而，醫院成立不久後便發生了嚴重的擠迫情況，於是醫院於1893年與位於般含道、卑利士道交界的那打素醫院（Nethersole Hospital，現址為英華女學校新校舍）合併。當時，那打素醫院較雅麗氏醫院大很多，也是倫敦傳道會旗下物業，故此該地段的地價也相較低廉，雅麗氏醫院與那打素醫院當時更有「姐妹醫院」之稱。今天醫院的荷李活道舊址大部分已被發展成豪宅羅便臣道80號，其餘地皮於2009年底獲納入英華女學校擴建範圍。
1904年，何啟爵士創立雅麗氏紀念產科醫院（Alice Memorial Maternity Hospital），是香港第一所產科醫院，也是中國最早的產科醫院之一；1906年，由於雅麗氏醫院和那打素合併後，病床仍出現不足情況，何福堂牧師之女兒何妙齡（何啟之胞姊、伍廷芳夫人）於是捐款並選擇於卑利士道一址興建新醫院，故起名何妙齡醫院（Ho Miu Ling Hospital）。至1954年，經立法定案，那打素醫院、雅麗氏紀念產科醫院及何妙齡醫院三家醫院合併為「雅麗氏何妙齡那打素醫院」。
在日治時期，醫院曾改名為市民醫院，外國西醫和護士被送入集中營。醫院轉由日本人管治，院長為橫井憲一。
1970年代初期協助籌建觀塘基督教聯合醫院，1993年協助開辦柴灣東區尤德夫人那打素醫院，又於1997年與基督教聯合醫務協會攜手成立基督教聯合那打素社康服務。
1980年代，政府打算在鄰近的富亨邨位置興建全科醫院，以服務大埔區居民。醫院原址是一個位於南坑和魚角之間的山崗，1980年代初成為挖泥區用作吐露港填海之用，其後於1990年代成為興建醫院的工地；而按照最初的時間表，此醫院新址連同大埔醫院，均於1996年竣工啟用。
1991年，醫院加入醫院管理局。1997年1月28日，醫院由港島半山區遷至新界大埔，成為一所小型全科醫院，較原訂竣工時間延遲一年。
1998年4月，雅麗氏何妙齡那打素醫院啟用24小時急症服務。
在1999年及2003年更拓展至九龍灣雅麗氏何妙齡那打素護養院及觀塘秀茂坪雅麗氏何妙齡那打素頤康院，為長者提供優質之長期護養服務。於2001年成立那打素全人健康進修學院，藉教育及研究，促全人健康、享豐盛生命。

### 那打素護士學校
那打素護士學校由倫敦會在1893年創辦，當時是那打素醫院附屬的護士學校，並沒有正式校名，直到1970年代初籌備將校址由般含道遷至觀塘協和街之時，才正式命名為那打素護士學校，而學校的管理權亦同時移交基督教聯合醫務協會。在醫院管理局成立後，基督教聯合醫務協會決定將基督教聯合醫院及那打素護士學校移交醫院管理局。2001年醫管局決定終止院辦護校，基督教聯合醫務協會聯同雅麗氏何妙齡那打素醫療執行委員會鑑於那打素護士學校乃奠定香港護理教育之鼻祖，百多年來作育英才無數，對香港醫療服務付出不少貢獻，今日雖然完成歷史使命，然其美名理應長存，香港中文大學亦同有此見，經基督教聯合醫務協會、那打素執行委員會及香港中文大學協商後同意，以其醫學院之護理系命名為「那打素護理學院」（Nethersole School of Nursing）以茲紀念。

### 世界傳道會/那打素基金
2000年，由於那打素醫院已遷入東區和新界大埔，故將騰空數載的般咸道醫院地皮賣給南豐發展重建為「羅便臣道80號」。該地皮原屬倫敦傳道會（後來易名為世界傳道會），早於1893年便已持有，後讓與那打素醫院使用並為市民服務逾一個世紀。至羅便臣道80號發展期間，6層高舊建築遭拆卸，可是物業範圍的倫敦傳道會大樓屬歷史建築，不許另謀發展，發展商南豐唯有耗資3,000萬港元進行重修，並納入屋苑會所範圍。
其後院方和傳道會同意撥出賣地的部份收益來成立慈善基金，名為世界傳道會/那打素基金，透過資助香港及中國大陸的宣教、醫療健康、社會服務及教育等工作，來宣揚基督的博愛和分享精神 。於1997年9月19日，正式成立為一個獨立的信託人基金，並獲稅務局豁免繳稅。
信託人董事局成員總共有十名代表，皆來自那打素醫院（三位）、香港基督教協進會（三位）、中華基督教會香港區會（三位），以及倫敦會在港資深傳道人（一位）。

## 成績
醫院曾屢創先河，早於1893年首創護士訓練。1904年首倡助產士訓練，同年落成的雅麗氏紀念產科醫院為全港第一所產科醫院，率先聘任女醫生。1910年引進X光診斷機，更為亞洲之首。1921年率先培訓男護士。1928年實行產前掛號措施及嬰兒保健門診，開母嬰保健先河。

## 現況
踏入21世紀的服務，那打素醫院按著醫院管理局的使命提供醫院服務，更積極推行基層社區健康服務。1997年啟用大埔那打素新院的建築、設施和運作系統的設計，融合了新醫療科技和概念，不但有安全的環境，其設計亦以病者為本，並應用建築心理學的原理，藉自然環境、陽光、色彩的美感以及藝術的觸動，對感官產生良性刺激，有助痊癒。醫院設有先進的資訊系統，包括約500個在高速聯網上的終端機，並安裝有各式輸送系統：包括電梯（17部）、小型升降機（2部）、真空導管輸送系統（59站）、軌道輸送系統（6站），及分別處理污衣和垃圾用的輸送槽。新院內設有全港規模最大的「日間醫院」，提供180個日間單位與身體復康（80位）、日間手術（50位）、精神復康（50位）服務等。鑑於人口老化之需求增加，日間服務將集中和強化處理慢性和傷殘疾病的復康治療。

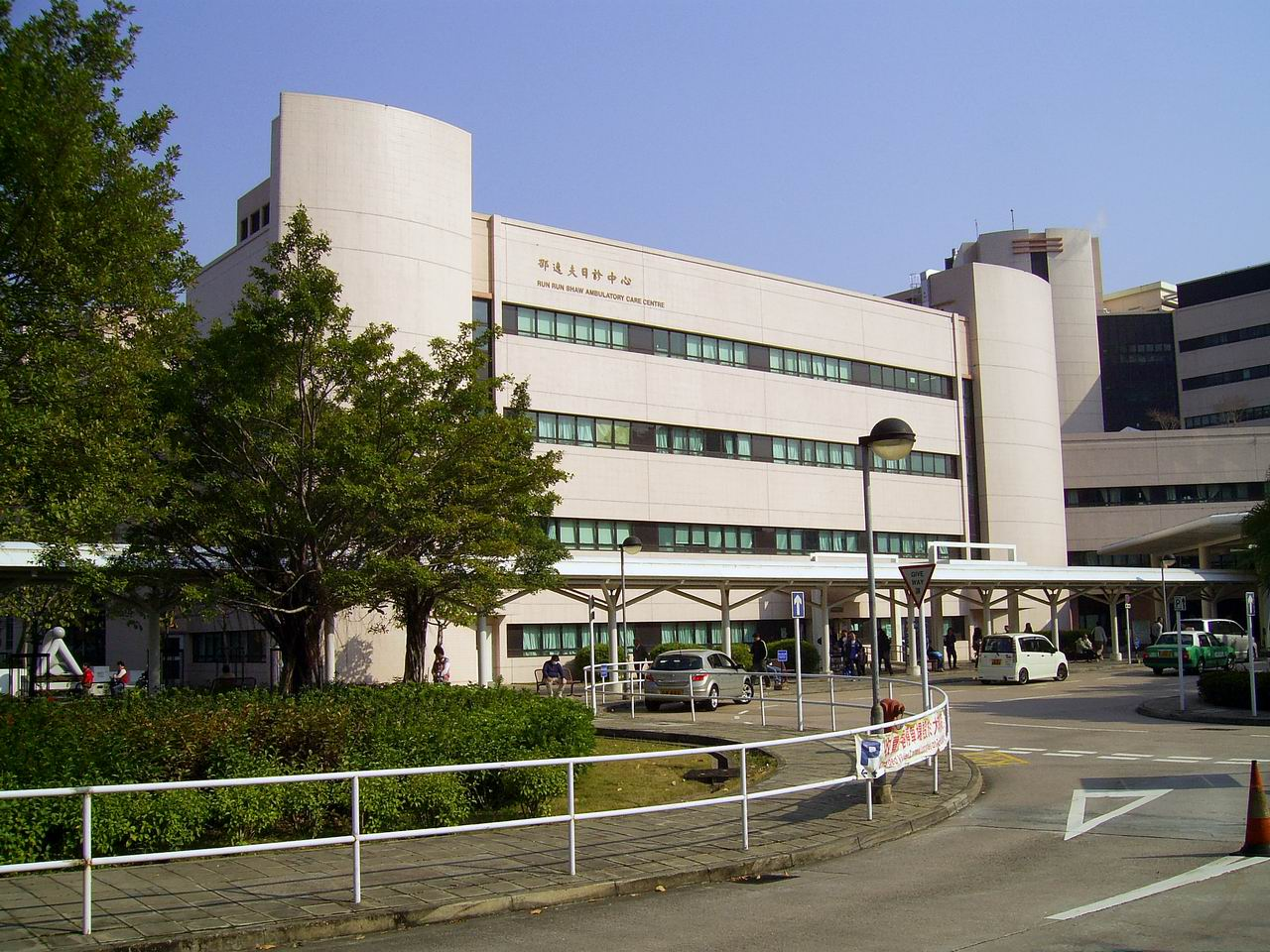
邵逸夫日診中心
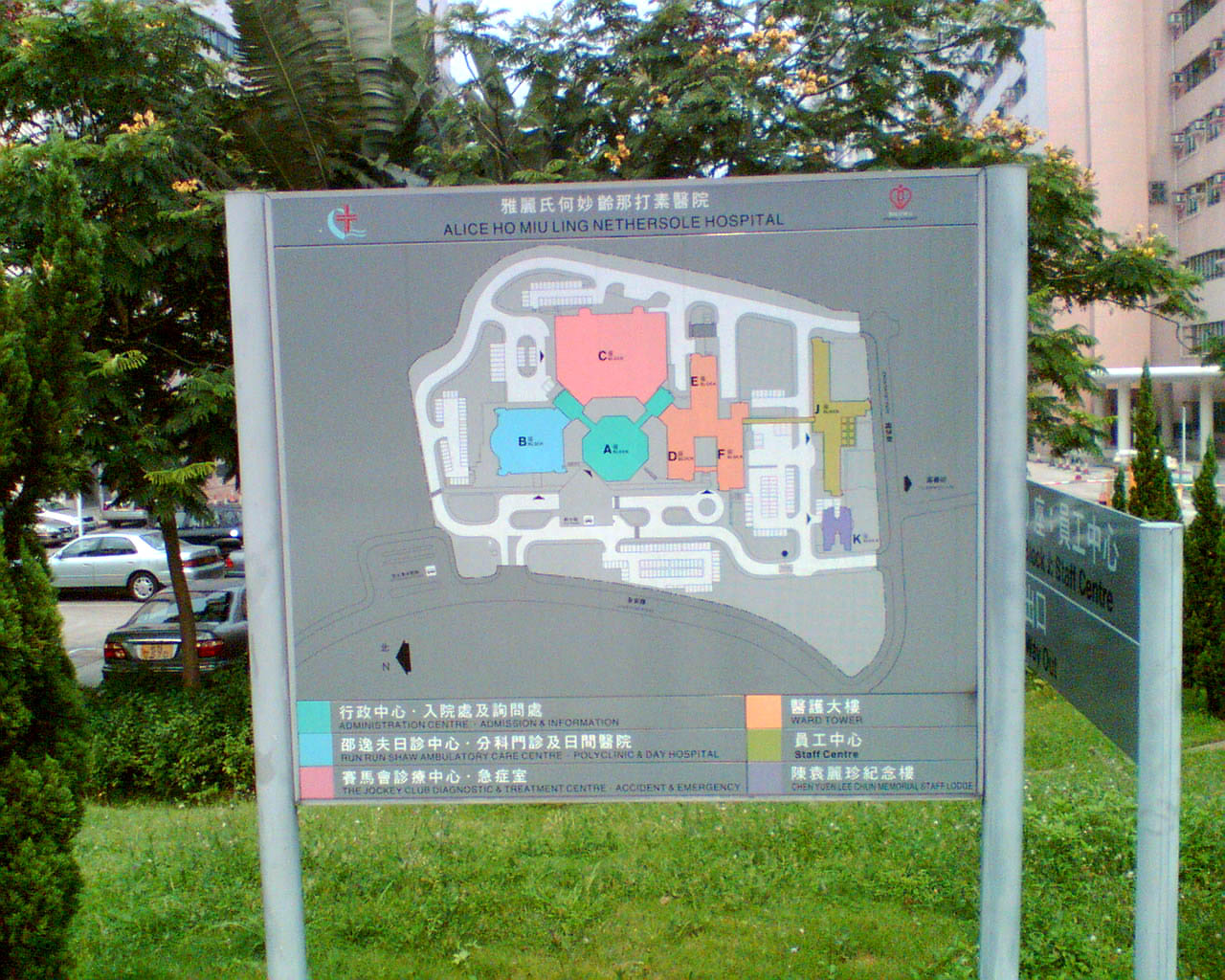
醫院地圖
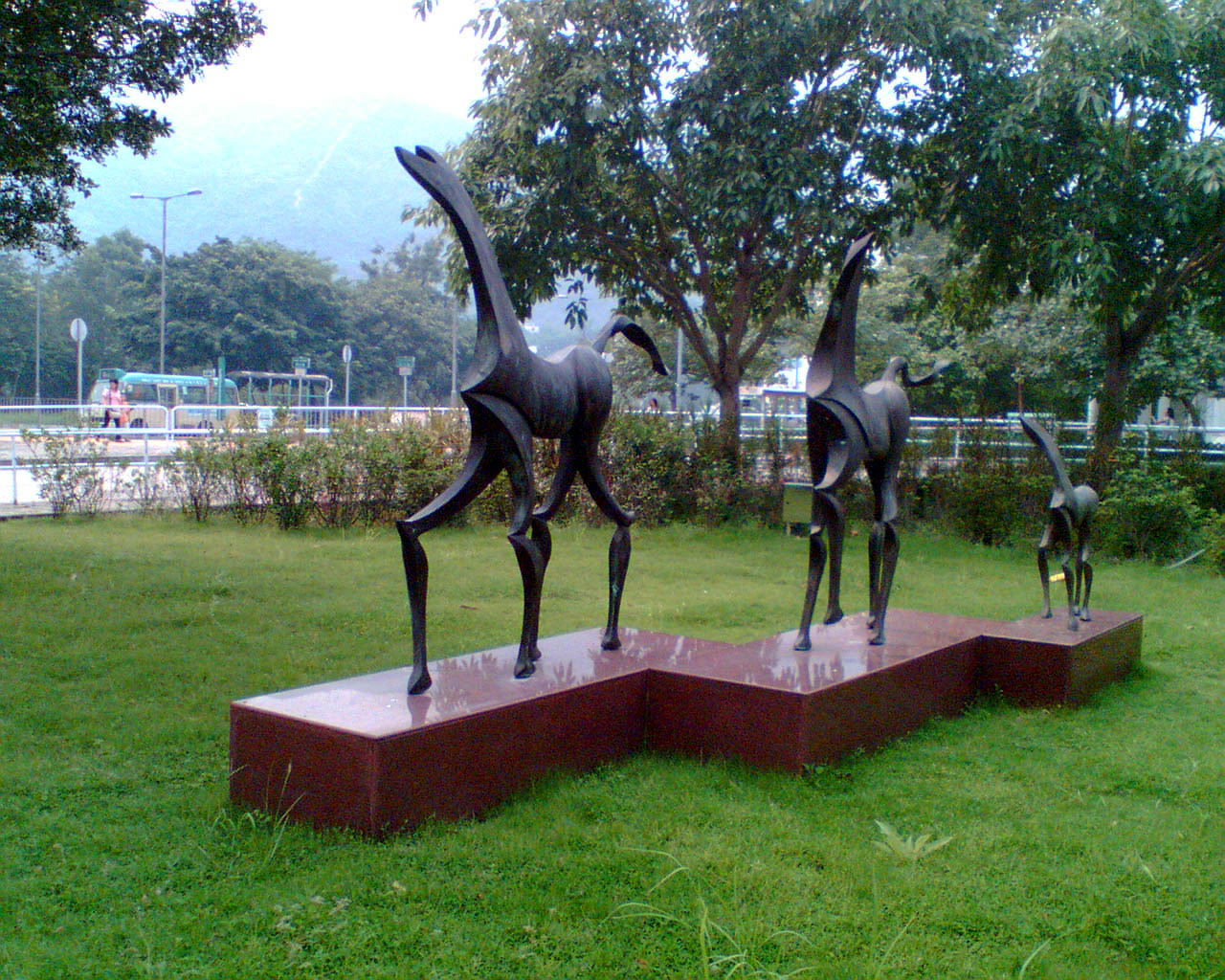
藝術雕像
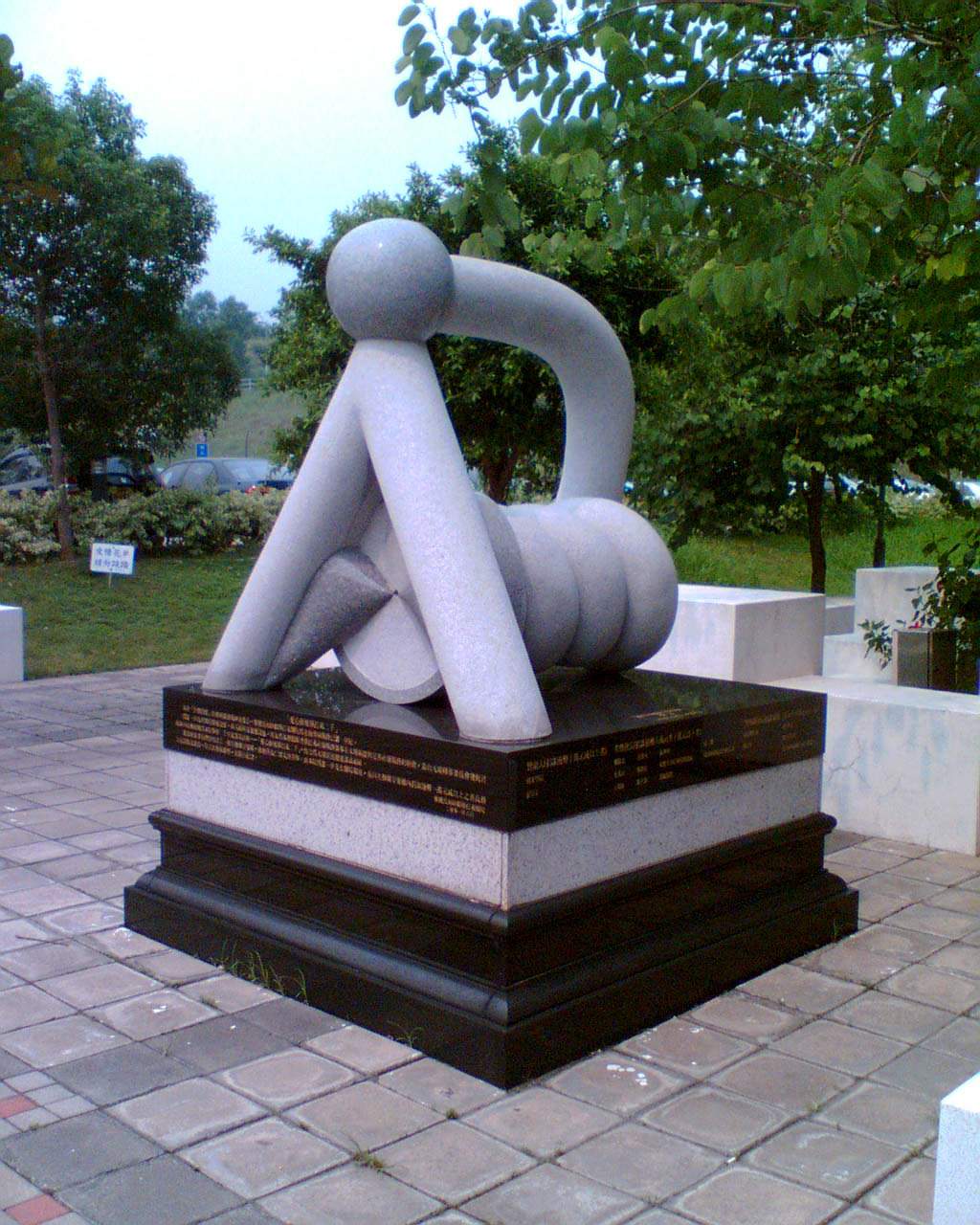
紀念石雕

## 服務範圍

### 專科
| - 24小時急症室 - 耳鼻喉科 - 病理科 - 麻醉科 - 婦科 - 腎科 | - 精神科 - 眼科 - 口腔外科及牙科 - 內科 - 深切治療科 | - 日間外科 - 放射診斷科 - 矯型及創傷(骨)科 - 兒童及青少年科 |

### 專職治療
| - 聽力治療 - 視光服務 - 視軸矯正服務 - 醫務社會工作服務 - 院牧服務 | - 物理治療 - 職業治療 - 義肢及矯形服務 - 言語治療 | - 臨床病理化驗室 - 臨床心理服務 - 營養學科 - 藥劑部 |

### 其他
| - 內視鏡檢查部 - 電子圖表驗檢部 - 專科門診部 | - 社康護理部 - 健康資源中心 | - 義工及社區發展部 - 中醫藥臨床研究服務中心 |

## 醫療事故
2015年10月22日, 一名75歲女病人因呼吸道疾病到該院急症室求診，獲醫生處方治療藥物。惟醫院一名配藥員將本應處方予另一名病人的精神科藥物，誤派發予該名女病人。約一個半小時後，配藥員才發現誤發藥物，於是自行聯絡該名女病人及其家人，並向他們解釋事件及致歉。 病人當時表示感到睏倦，配藥員遂建議病人即時返回急症室求診。病人向急症室醫生表示已服用了一次由醫院獲派的藥物。醫生安排病人入住內科病房接受觀察。病人留院期間情況持續穩定，於兩日後出院。

## 殮房或要兩屍共享事件
2019年1月30日，有市民在facebook「North District 北區」群組張貼醫院告示，指殮房使用率持續高企，如遺體超出可處理數量，會將同性死者遺體放同一格。不少網民認為做法不尊重死者。醫院殮房職員稱每年春季都有此問題，特別是在新年前。醫管局回覆媒體時表示有關告示屬於恆常告示。

## 交通

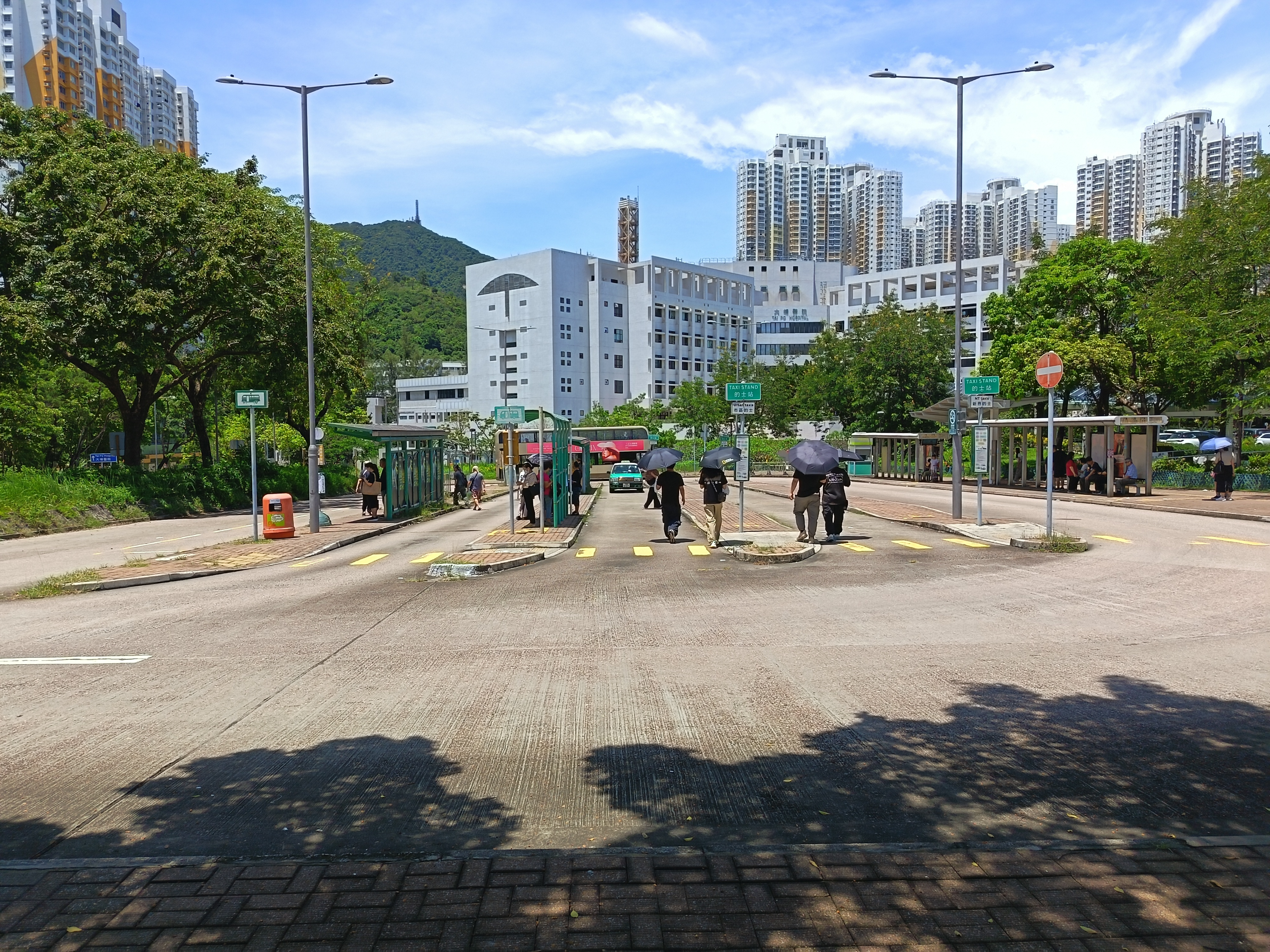
那打素醫院巴士總站

## 外部連結
- 雅麗氏何妙齡那打素醫院官方網站 （页面存档备份，存于）
- 醫院管理局相關網站 - 雅麗氏何妙齡那打素醫院 （页面存档备份，存于）
- 雅麗氏何妙齡那打素慈善基金會 （页面存档备份，存于）